# Psychotria evrardiana
Psychotria evrardiana är en måreväxtart som beskrevs av Ernest Marie Antoine Petit. Psychotria evrardiana ingår i släktet Psychotria och familjen måreväxter. Inga underarter finns listade i Catalogue of Life.